# Небирирау II
Небирирау II — фараон Древнего Египта, правивший приблизительно в 1582 году до н. э. Представитель XVII династии (Второй переходный период).

## Артефакты правления
Небирирау II был, видимо, малоизвестным царём, который совершенно не подтверждён современными археологическими источниками. Имя фараона Небирирау II упоминается лишь в Туринском папирусе, где вслед за Небириау I (XIII колонка, 5 строка) приводится имя Небириау II (XIII колонка, 6 строка). Большинство египтологов считают его сыном и преемником Небириау I, хотя некоторые исследователи предполагают, что двойное упоминание имени Небириау в Туринском папирусе было случайным и что был только один царь с таким именем.
Если судить по надписи на бронзовой статуэтке бога Гарпократа (в Каирском музее, № JE 38189), Небирирау II, возможно, носил тронное имя Неферкара. На четырёх сторонах основания статуэтки были начертаны имена, вписанные в картуши: это «Бинпу», «Яхмос», «Добрый бог Суадженра, умерший» и «Добрый бог Неферкара, умерший» соответственно. Первые двое, вероятно, были двумя царевичами из царской семьи; Суадженра было тронным именем Небирирау I, и, наконец, считается, что Неферкара — иначе не засвидетельствованное тронное имя Небирирау II. Однако культ Гарпократа — и, следовательно, сама статуэтка — восходят к периоду Птолемеев, то есть примерно спустя 1500 лет после того, как жили люди, поименованные на статуэтке.

## Имя Небирирау II
| G39 | N5 |

| G39 | N5 |

| V10A | N5 | V30 | M17 | D21 · Z4 | F40 | Y1 · Z2 | Ba15 | V11A | Ba15a |

| V10A | N5 | V30 | M17 | D21 · Z4 | F40 | Y1 · Z2 | Ba15 | V11A | Ba15a |